# Units pel Bàsquet Gandia
El club Units pel Bàsquet Gandia és un club de bàsquet valencià amb seu a Gandia nascut en 2013, que competeix en la lliga  LEB Plata en adquirir els drets esportius del desaparegut Gandia Bàsquet Atlètic.